# Bölöni Farkas Sándor
Bölöni Farkas Sándor (Bölön, 1795. január 15. – Kolozsvár, 1842. február 2.) író, műfordító, utazó, művelődésszervező, a Magyar Tudós Társaság levelező tagja.
Irodalmi pályáját műfordítóként kezdte, Döbrentei Gábor és Kazinczy Ferenc nagy reményeket fűztek indulásához, azonban irodalmi munkássága torzóban maradt. Az általa elsőként magyarra fordított Az ifjú Werther gyötrelmei csak a 21. században jelent meg. Kancelláriai tisztviselőként sem futott be kiemelkedő pályát, szervezőmunkájával azonban maradandó nyomot hagyott Kolozsvár közművelődésében. Országosan nagy hatást tett Utazás Észak-Amerikában című útirajza (1834), amely egy éven belül két kiadást ért meg, és a reformkori politikusok kézikönyvként forgatták; ennek köszönhetően nyerte el az Akadémia levelező tagságát.

## Élete

### Családja és fiatalkora
Apja Farkas Zsigmond (1746–1809) jómódú székely nemes, anyja Kandal Judit (1750–1830) volt, mindketten unitáriusok. Két testvére közül Elek 1811-ben meghalt, Klára túlélte az írót. Az önképzésre nem nagyon volt lehetősége: „szülőjim házánál csak Argirus, Magdaléna s a Hármas-Istória voltak kézi könyveim” – írta 1815-ben Kazinczynak. A Bibliát viszont tizenegy éves koráig végigolvasta.
1805. szeptember 2-án kezdte tanulmányait a kolozsvári unitárius kollégiumban, majd 1812. szeptember 1-jétől 1815. június 20-áig ugyanitt „tógás diákként” filozófiát és teológiát tanult. Diák korában a színház ejtette bűvöletbe, megismerkedett Wándza Mihállyal, a kolozsvári színház igazgatójával, és maga is játszott kisebb szerepeket. Amikor a kollégiumban emiatt megbüntették, bujdosásnak indult, és színésznek vagy katonának akart állni, végül azonban jobb belátásra tért, és visszatért a tanuláshoz. 1815 tavaszán megpróbált felvételt nyerni a bécsi testőrséghez; az év folyamán több levelet is írt ez ügyben pártfogókat keresve. Ugyanebben az évben ismerkedett meg Döbrentei Gáborral, aki ebben az időben az Erdélyi Múzeumot szerkesztette. Döbrentei nagy lelkesedéssel fogadta az ifjú írójelöltet, és levélben beajánlotta Kazinczy Ferencnek. Kazinczy szintén egy kiváló írói pályafutás kezdeteként értékelte Bölöni addigi munkáit, és verset írt a tiszteletére. Döbrentei kéziratokat kért Bölönitől az Erdélyi Múzeum számára, ám ő még nem tartotta műveit kiadásra érettnek. Döbrentei és Kazinczy ajánlására Wesselényi Miklós vendégül látta az anyagilag nélkülöző fiatalembert; innen kezdődött Wesselényi és Bölöni barátsága. Bölöni Farkas részt vállalt az Erdélyi Múzeum szerkesztésében, fordítások elkészítésében, illetve a folyóirat terjesztésében.
1815. október 1. és 1816. július 20. között jogot tanult a kolozsvári királyi líceumban. 1816 nyarán Kazinczy két hónapos erdélyi utazása során személyesen is megismerkedett Bölönivel, akire a találkozás nyomasztóan hatott, mert saját magát méltatlannak látta az irodalmi munkásságra. 1816. november 25. és 1817. március 17. között Wesselényi Miklóssal együtt a marosvásárhelyi ítélőtáblán folytatott joggyakorlatot. Mivel közben 1816. január 25-én a főkormányszék értesítette a háromszéki tisztséget, hogy a királyi testőrségnél nincs üresedés, Bölöni Farkas 1817. április 17-én a kolozsvári főkancellárián tiszteletbeli jegyzőséget vállalt. 1817-ben lefordította Schiller Don Carlos című drámáját, 1818-ban pedig Goethe: Az ifjú Werther gyötrelmei című levélregényét.

### 1819–1832
1819 márciusában Döbrentei javasolta, hogy dolgozza át jambusokba a Don Carlos-fordítást, melyet több más fordítással együtt szándékozott megjelentetni. Ezt az ajánlatát decemberben, Trattnerrel való egyeztetését követően megismételte azzal, hogy helyette a Stuart Mária című drámát is választhatja, és a kiadótól 100 aranyat fog kapni tíz ívért. Végül sem ezek a fordítások, sem Madame de Staël 1821-ben lefordított Corinne-ja nem jelentek meg nyomtatásban; Trattner 1825. február 25-én Döbrentei közvetítésével értesítette Bölönit erről.
1821-ben ismét megpróbálkozott Bécsben, ezúttal a katonai bíróságra próbált gyakornokként bejutni, ennek érdekében Pesten jogi vizsgát tett Vuchetich Mátyásnál, de nem járt sikerrel. Megpróbálkozott azzal is, hogy Pesten szerezzen nevelői állást, de ez a terve sem vált be, így kénytelen volt hazatérni. 1821. július 24-én Bölönit az erdélyi kormányszéknél napidíjas írnokká nevezték ki; ezzel szerény, de biztos megélhetéshez jutott. 1822-ben javaslatot tett egy kolozsvári „dolgozó-ház” megalapítására. 1825. június 1-jén ötödik fizetési osztályú írnokká nevezték ki, ami évi 250 forintos jövedelmet jelentett. 1825. július 1-jén hét hivatalnoktársával megalapította a Gondoskodó Társaság nevű önsegélyező egyletet, vagyis a legelső magyar takarékpénztárat. 1828-ban hozzáfogott Erdély történetének megírásához, de ebből csak 63 oldallal készült el. Ugyanebben az évben egy barátjával közösen átvenni szándékoztak a Közhasznú Jegyzések kiadását Pethe Ferenctől, de erre nem került sor. Azt is tervezte, hogy utazást tesz az Orosz Birodalomba, a magyarral rokon népek felkutatására. 1829. január 28-án levélben javasolta gróf Lázár Lászlónak, Erdély kancellárjának egy erdélyi múzeum létrehozását, de pártfogók híján az elgondolás visszhang nélkül halt el. 1829 tavaszán Bánffy József meghívására Bonchidára utazott gyógyulni; itt ismerkedett meg élete nagy szerelmével, az általa „havas violá”-nak nevezett Polz Jozefinával, aki német nevelőnőként dolgozott. 1830. február 2-án negyedik fizetési osztályba sorolták át, évi 300 forint fizetéssel, és ebben a státusban maradt nyolc éven át. A hivatali mellőztetés és közművelődési törekvéseinek kudarca gyakran felhősítették el kedélyállapotát.
1830 tavaszán útlevelet kért báró Jósika Józseftől, a gubernium elnökétől, hogy egészsége helyreállítására Béldi Ferenc kíséretében Itáliába, Franciaországba és Angliába utazhasson; kérelméhez csatolta a Kolozsvár város főorvosa, Barra Imre által kiállított igazolást. Jósika pártfogásával sikerült megkapnia az utazáshoz az engedélyt, illetve másfél évi szabadságot, így 1830. november 3-án útnak indulhatott. Pest, Pozsony, Bécs, München, Augsburg, Stuttgart, Karlsruhe, Strasburg után 1830. december 2-án érkezett Párizsba, ahol egészen 1831. március 23-áig időzött, és a város nevezetességeinek felkeresése mellett élénk figyelmet szentelt a politikai megmozdulásoknak is. Lüttich és Brüsszel után Londonban, illetve Angliában és Skóciában több mint három hónapot töltött, majd július 27-én hajóra szállt Amerika felé, ahova szeptember 3-án érkezett meg. A liberális eszmék iránt rajongó Bölöni az új világ jogintézményeit lelkesedéssel tanulmányozta, csupán a rabszolgaság gyakorlatán ütközött meg. Európába 1831. december 14-én ért vissza, Bécsbe 1832. január 15-én, és valamikor ezután Kolozsvárra is megérkezett. Amíg úton volt, Polz Jozefina – akivel utazása előtt összekaptak – eljegyezte magát az amerikai Joseph Swainnel, és 1832 májusában jegyesével Amerikába utazott. Röviddel hazaérkezése után, 1833. április 6-án báró Miske József, erdélyi kancellár I. Ferenc magyar király megbízásából tájékoztatást kért a zavarkeltéssel és zendülési hajlandósággal vádolt utazóról Jósika Jánostól, ő azonban elhárította róla a gyanút „szorgalmas és rendes egyénként” jellemezve Bölöni Farkast, aki „mindenkor nyugodtan és kifogástalanul viselkedik.”

### 1833–1842

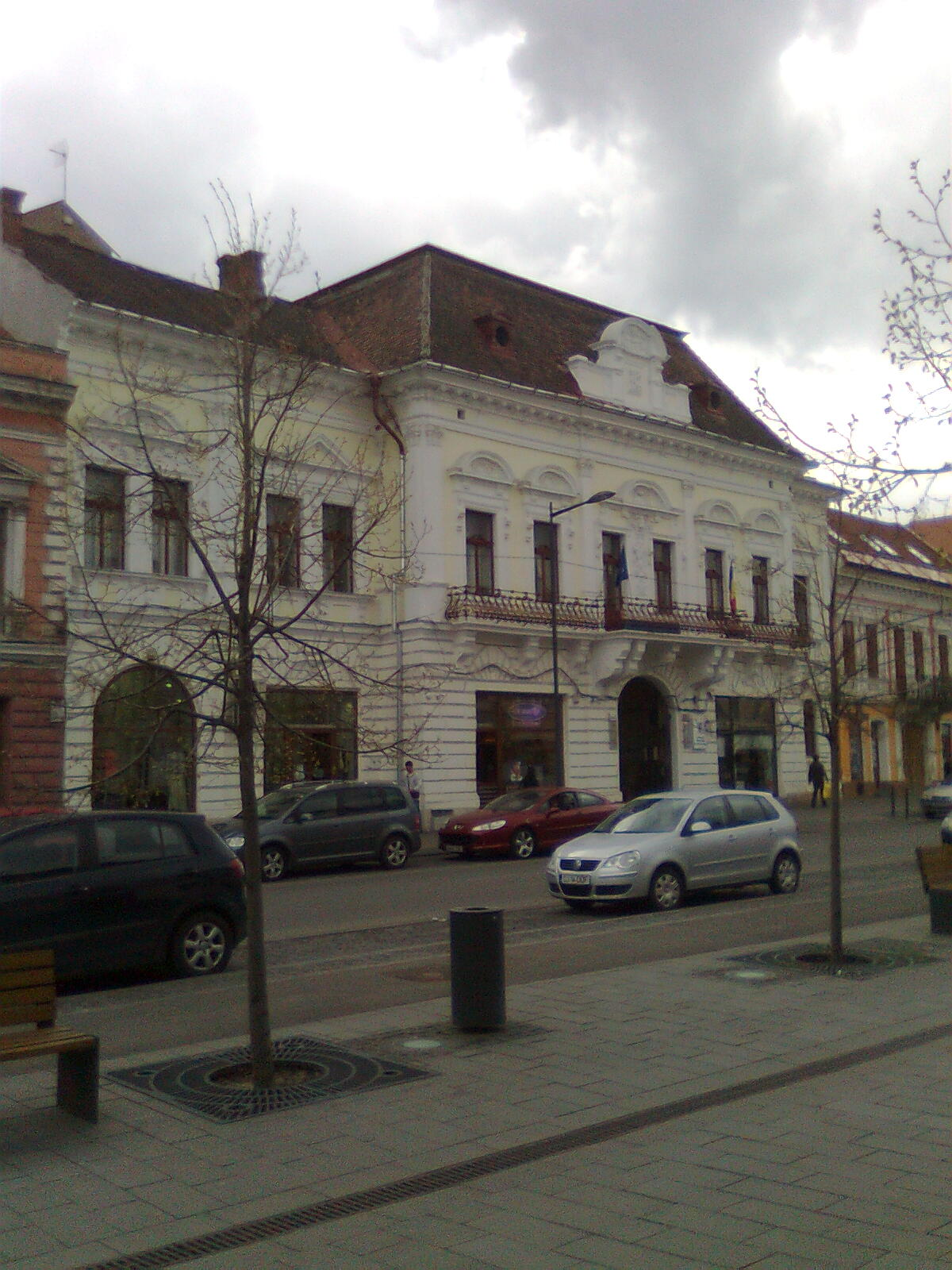
A kolozsvári Casino épülete

1833-ban guberniumi fogalmazónak nevezték ki évi 400 forint fizetéssel. Ugyanebben az évben a kezdeményezésére 173 részvényessel megalakult a kolozsvári Casino, amelynek célja a közművelődés elősegítése és a nemzeti érzés terjesztése volt. A kaszinó alapszabályát és „javallatkönyvét” Bölöni dolgozta ki, és betöltötte a jegyzői tisztséget is. 1835-ben igazgatónak választották meg, ő azonban ezt elutasította. A kaszinó célkitűzéseit anyagilag támogatta a részvényesi kötelező befizetéseken felül is.
1833. májusban Polz Jozefina gyermekágyi lázban elhunyt; a hír júliusban ért el Kolozsvárra. Bölöni mélyen megrendült, és naplójában a következő években is megemlékezett az évfordulóról.
1834-ben az ő javaslatára indult meg az alsóbb társadalmi rétegek művelődését szolgáló Vasárnapi Újság című néplap, Brassai Sámuel szerkesztésében; az induláshoz szükséges költségvetést ő készítette, és anyagilag is támogatta a lapot. Ugyanebben az évben kezdeményezésére az addig zárt körű vívóiskola részvénytársasági formájú nyilvános vívóintézetté vált; a Bölöni készítette alapszabály értelmében minden alapító ajánlhatott egy fiatal, szegény diákot, aki ingyen tanulhatott vívni.
Utazásainak leírásával 1833–1834 fordulóján készült el, és elküldte véleményezésre Döbrenteinek és Wesselényinek. Barátai tanácsára a hazai cenzúra miatt először Lipcsében próbálta kiadatni, de nem járt sikerrel, mert az országba behozott magyar nyelvű könyveknek át kellett menniük az itthoni tartalmi ellenőrzésen, és a kiadó nem akarta vállalni a hosszú ideig tartó és bizonytalan kimenetelű eljárás finanszírozását. Végül az elnézőbbnek ítélt erdélyi cenzúra engedélyével 1834. június 30. és július 25. között Kolozsváron nyomtatták ki, Méhes Sámuel református professzor, könyvcenzor tanácsai alapján számos szöveghely kihagyásával, Szabó János apát jóváhagyásával. A mű, amelynek VIII. fejezete tartalmazza az amerikai függetlenségi nyilatkozat magyar fordítását, feltűnést keltett, és nagy sikert aratott; 1834-ben a Jelenkor melléklete, a Társalkodó is közölt belőle részleteket. Széchenyi István levélben fejezte ki elismerését a szerzőnek, akit aztán a Magyar Tudós Társaság 1834. november 8-án levelező taggá választott, és 1835. január 18-án a közép-szolnoki kaszinó ezüst bilikommal tüntetett ki. A második kiadás nyomtatása 1835. márciusban fejeződött be, majd a mű még abban az évben tiltólistára került, és 1836-ban Habsburg–Estei Ferdinánd guberniumi elnök vizsgálatot indított annak kiderítésére, hogy egyáltalán hogyan jelenhetett meg. 1835-ben elnyerte az év legjobb munkájának ítélt 200 aranyas akadémiai jutalmat; Bölöni a pénzt alapítványként visszajuttatta az Akadémiának. A polgárosodás eszméit hirdető útleírás nagy hatást gyakorolt az országgyűlési ifjúságra, a reformkor politikusai kézikönyvként forgatták.

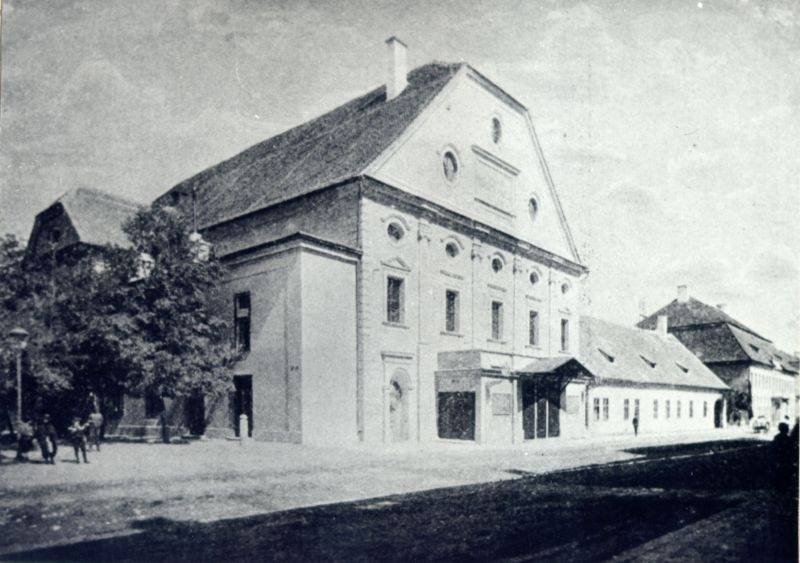
A Farkas utcai színház Kolozsváron

Az 1834. június 27–28-i erdélyi országgyűlés ítélőmesteri állásra javasolta, a kinevezése azonban valószínűleg nem történt meg, mert 1835-ben ismét a mellőztetéséről írt. 1836. április 6-án a kolozsvári játékszín tollvivő titkárává nevezték ki. Energikusan látott neki a színház ügyeinek rendbetételéhez, előkészítette és jegyzőkönyvezte a felügyelő bizottság üléseit, gondoskodott a játékrendről, leltárt állított fel a színház vagyonáról, gondoskodott a bérleti szerződésekről és az épületről, javaslatot dolgozott ki a finanszírozásról.
1835-ben kezdett megromlani a Döbrentei Gáborhoz fűződő kapcsolata, majd 1838-ban huszonhat évi barátság után Döbrentei véglegesen elfordult tőle. A szakítás – naplójának tanúsága szerint – Bölönit fájdalmasan érintette.
1838. szeptember 12-én fogalmazónak nevezték ki. Ugyanebben az évben, amikor tizenegy céh panaszt tett Marosvásárhely városa ellen „közjavak helytelen kezelése s a tisztviselők által gyümölcsöztetés nélkül használása, a város activ követeléseinek hanyag felhajtása, tőkéinek elegendő kezesség nélkül kiadása s több ily visszaélések és mulasztások” miatt, Bölönit bízták meg a kivizsgálásával. A vizsgálat 1840. július 25-étől 1841 január 3-áig tartott, és több rendben megállapította a panaszok jogosságát.
Ekkoriban már sokat betegeskedett, 1837-ben Váradra, 1838-ban Borszékre, 1839-ben ismét Váradra utazott egészsége helyreállítására; 1841-ben már nem tudott kezelésre utazni. A halál gondolata korán foglalkoztatta: 1835. május 2-án készítette második, 1841. augusztus 22-én harmadik végrendeletét. 1842. február 2-án elkészítette negyedik végrendeletét is, és aznap meghalt tüdőbajban. Könyveit, gyűjteményeit, és a Gondoskodó Társaságnál összegyűjtött tőkéjét kamatokkal a kolozsvári unitárius kollégiumra hagyta. Sírja a házsongárdi temető unitárius részében található; közadakozásból állított neogótikus síremlékét Kagerbauer Antal tervezte.

## Munkássága

### Műveinek kiadásai
[Simon-Szabó 2011 és a mokka.hu adatbázis alapján]

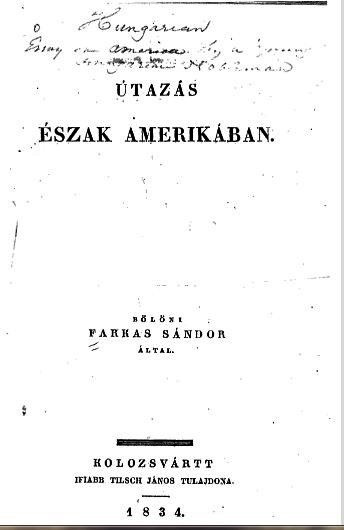
Az Utazás Észak-Amerikában első kiadásának címlapja

- A’ Német Próza’ történetei (Fordítás Johann Gottfried Eichhorn irodalomtörténetéből). Erdélyi Múzeum. 1815/3. [Döbrentei neve alatt jelent meg]
- Széplelkek panasza (drámatöredék). In: Szép-Literatúrai Ajándék a1 Tudományos Gyűjteményhez. Első Esztendei Folyamat, 1821. 75–76.
- Utazás Észak-Amerikában. Kolozsvár: Ifj. Tilsch János. 1834. Online
- Utazás Észak-Amerikában. Kolozsvár: Tilsch János. 1835
- Emlékiratai. Szerk. K. Papp Miklós. In: Kolozsvári Nagy Naptár. 1866. 60–68.
- Utazás Észak-Amerikában. Kolozsvár: Orient Könyvnyomda. 1935. Kiss Elek előszavával
- Európai utiképek. In: Erdélyi Helikon 1942/3. 147–151.
- Szemelvények a naplójából. Budapest, 1942. Erdély Öröksége sorozat 10. Erdélyi arcok 1791–1867. Szerk. és előszó Tavaszy Sándor
- Nyugateurópai utazás. Kolozsvár: Minerva. 1943. Erdélyi Ritkaságok sorozat 11. Jancsó Elemér bevezetőjével.
- Utazás Észak-Amerikában. Budapest: Officina. 1943. Szerk. és bevezető Remenyik Zsigmond
- Utazás Észak-Amerikában. Bukarest: Irodalmi. 1966. Sajtó alá rend., bev, jegyz. Benkő Samu
- Naplója. Bukarest: Kriterion. 1971. Téka sorozat. Előszó Jancsó Elemér
- Utazás Észak-Amerikában. Kolozsvár: Dacia. 1970. Tanulók Könyvtára sorozat. Bev., jegyz. Mikó Imre
- Journey in North America. Memoirs of the American Philosophical Society 120. Philadelphia, 1977. Trans., ed. by Theodore Schönemann and Helen Schönemann.
- Journey in North America, 1831. Santa Barbara: ABC-CLIO. 1978. Trans., ed. by Arpad Kadarkay. ISBN 0874362709
- Von Transsylvanien bis Pennsylvanien. Reiseerlebnisse vor 150 Jahren. Gyoma: Corvina. 1980. Übers. v. Henriette Engl, Géza Engl. ISBN 9631309177
- Naplótöredékek (1835–36). Budapest: Magvető. 1982. Szigethy Gábor előszavával. ISBN 9632716590
- Napnyugati utazás, napló. (1835–1836). Budapest: Helikon. 1984. Vál., szerk., bev. tanulmány Maller Sándor, sajtó alá rend. Benkő Samu. ISBN 9632076990
- Az új Erdély hajnalán. Naplótöredékek 1835–36-ból. Kolozsvár: Minerva. 1994. Erdélyi Ritkaságok sorozat 15. Bevez., szerk. Jancsó Elemér.
- Az új Erdély hajnalán: Naplótöredékek 1835–1836-ból. Kolozsvár: Nis. 1995. Erdélyi Kiskönyvtár 13. Bev. Herédi Gusztáv
- Napló töredékek [Részletek a párizsi naplóból]. In: Helikon 1995/2. 18–19.
- Erdély történetei. Marosvásárhely: Mentor. 2006. Erdélyi Ritkaságok sorozat 1. Szerk., előszó Izsák József. ISBN 9789735992415

### Fordításai
- Johann Wolfgang Goethe: Az ifju Werther gyötrelmei. Forráskiadás; ford. Bölöni Farkas Sándor, sajtó alá rend., tan. Simon-Szabó Ágnes; Reciti, Bp., 2015 (ReTextum)
- Friedrich Schiller: A naiv és sentimentális kőlteményről. Forráskiadás; ford. Bölöni Farkas Sándor, sajtó alá rend. Labádi Gergely, Simon-Szabó Ágnes, tan. Simon-Szabó Ágnes; Reciti, Bp., 2017 (ReTextum)
- Friedrich Schiller: Don Karlos. Forráskiadás; ford. Bölöni Farkas Sándor, sajtó alá rend., tan. Simon-Szabó Ágnes; Reciti, Bp., 2019 (ReTextum)

### Kiadatlan fordításai
[Simon-Szabó 2011 alapján]
- Madame de Staël: Corinne (1821)
- Victor Hugo: Izlandi Han (1821 után)
- Johann Friedrich Jünger(wd): A vér-feredő. Egy irtóztató szomorú játék két borzasztó felvonásokban. Minden érzelékeny lelkeknek ajánlva. (1821 után)

## Személyisége
Magas, csontos testalkatú volt, ifjúkorától gyakran betegeskedett. Szenvedélyes pipás volt; háztartási naplójának tanúsága szerint halála előtt egy hónappal még dohányt vásárolt. Puritán erkölcsi nézeteiből következően puritán életmódot folytatott; Imreh István szerint „az aszkézis által áthatott módszeres életvitel, a munkás és igénytelen élet megbecsülése, a »protestáns felekezetek« által teremtett adekvát puritán etika szigora, a Max Weber-i megfogalmazású polgári erkölcsi normarend ideáltípusává” lehetne tenni. Jövedelmének jelentős hányadát költötte közcélokra (vívóintézet, kaszinó, kollégiumi olvasóegylet, Vasárnapi Újság, különböző adományok), illetve könyvvásárlásra. Francia, német, angol, olasz és spanyol nyelveken olvasott, elsősorban szépirodalmat, de tudományos (főleg történelmi) műveket is. Amerikai utazására alaposan felkészült: „geographiai, statistikai és constitutioi ismereteket kell előre szereznem, hogy haszonnal legyen czélom, és a nyelvek tanulása még hozzája” – írta 1830-ban egy levelében. Egyenes jelleme, igazságérzete gyakran bántó szókimondásban nyilvánult meg. Temetésén Pálffy János képviselő ezekkel a szavakkal búcsúztatta: „Kifogyhatatlan jószivűséggel és becsületességgel birt és sok ész és ismerettel.”

## Emlékezete

Szobra a bölöni unitárius templom előtt

Annak ellenére, hogy Utazás Észak Amerikában című munkája Jakab Elek szerint „egy jótékony erkölcsi forradalmat idézett elé az eszmékben, a politikai és társadalmi viszonyok felfogásában”, sokáig csak Kolozsvár történetírójának ma is alapvető tanulmányából volt ismeretes, valamint Kőváry László egy kisebb cikkéből (Bölöni Farkas Sándor életrajza, Napkelet, 1859). K. Papp Miklós első tudósítását Bölöni Farkas naplójáról (Kolozsvári Nagy Naptár, 1865. 60–68.), s Bölöni Farkas leveleinek Kuun Géza-féle közlését (Keresztény Magvető, 1884–85) a századfordulón Kiss Ernő unitárius kollégiumi tanár megemlékezése követte a reformpolitikus utazóról, kiemelve Bölöni Farkas kezdeményező szerepét az Erdélyi Múzeum felállításában (Emlékkönyv az Erdélyi Múzeum-Egyesület fél százados ünnepére 1859–1909, Kolozsvár, 1909–1942. 135–140.).
Újabb emberöltőnyi hallgatás következett, s csak a fasizmus uralomra jutása után került ismét napirendre Hatvany Lajos címében jelképes könyvével (Egy székely nemes, aki felfedezte a demokráciát, Budapest, 1934). Erdélyben Oberding József György írt róla tanulmányt A Kolozsvári Gondoskodó Társaság címmel (Erdélyi Múzeum, 1934/1–6), kimutatva, hogy a Bölöni Farkas Sándor alapította intézmény – amely különben 1945-ig működött Kolozsvárt – az első erdélyi hitelszövetkezet volt. Nemsokára megjelent az Utazás Észak Amerikában újabb, harmadik kiadása (1935) Kiss Elek, a későbbi unitárius püspök előszavával.
Az 1940-es években Jancsó Elemér gazdagította számos irodalomtörténeti tanulmánnyal és forráskiadvánnyal a Bölöni Farkasról szóló irodalmat. Ő adta ki a Nyugat-európai utazást és az 1835–1836. évi naplótöredéket. A naplóból már az Erdély Öröksége sorozatban is jelentek meg szemelvények (Erdélyi arcok 1791–1867, Budapest, 1941) Tavaszy Sándor előszavával. Ugyancsak Jancsó közölt Betegség, szenvedés, halál címmel részleteket az író kéziratban maradt elmélkedéseiből (Pásztortűz, 1943), róla szóló tanulmányai közül pedig a Bölöni Farkas Sándor élete és munkássága 1795–1842 a legátfogóbb.
Gál István a kiadatlan angliai útinaplóból közölt részleteket a Pásztortűzben (1942/2) és az Erdélyi Helikonban (1942/3); Remenyik Zsigmond az Officina sorozatban ismét kiadta az amerikai útinaplót (Budapest, 1943). Romániai magyar kutatóink közül életrajzához szolgáltatott új adatokat Cs. Bogáts Dénes, Faragó József a forrásközlést bővítette (Bölöni Farkas Sándor jegyzetei a magyarság létéről, Erdélyi Múzeum, 1944/3–4). A demokrata Bölöni Farkas Sándorral foglalkozni 1933 után és a második világháború éveiben éveiben politikai állásfoglalás is volt a fasizmus ellen.
A második világháború után Bölöni Farkas Sándor egyike lett azoknak, akikre haladó hagyományainkat idézve legtöbbet hivatkoztak, nem utolsósorban azért, mert nemcsak felfedezte, de bírálta is a polgári demokráciát, elítélve az amerikai rabszolgatartást. Az első könyv Izsák Józsefé (Bölöni Farkas Sándor, a történetíró, Kolozsvár, 1947); Csetri Elek az ypsilantistákkal való kapcsolatát derítette fel (Adatok az 1821. évi felkelés erdélyi visszhangjához, Studia Universitatis Babeș-Bolyai 1959); Mikó Imre előremutató jogi és politikai nézeteit elemezte (Bölöni Farkas Sándor, a demokrata és a republikánus, Korunk, 1965/12), amihez a Korunk ugyanazon számában külföldi elismerés is csatlakozott (Keith Hitchins: Bölöni Farkas és de Tocqueville).
A következő évben Benkő Samu gondozásában jelent meg, ezúttal ötödször, az amerikai útleírás, az angliai úti jegyzetek első teljes kiadásával (Utazás Észak-Amerikában, 1966). Mikó Imre A bércre esett fa (Bölöni Farkas Sándor életregénye, 1969) című könyvében irodalmi emléket állított a demokrácia megszállottjának és a romantikus szerelmesnek.
1969 óta viseli nevét a bölöni iskola, illetve művelődési otthon. Születésének 175. évfordulójáról országszerte megemlékeztek, s a sajtó és a rádió román és magyar nyelven idézte emlékét. Bölönben 1991. október 13-án avatták fel szobrát, Jecza Péter alkotását. Szülőfalujában a Bölöni Farkas Sándor Alapítvány, Kolozsváron a romániai magyar közgazdászképzés támogatására létrejött Bölöni Farkas Sándor Alapítvány a Gazdasági Kultúráért viseli nevét.

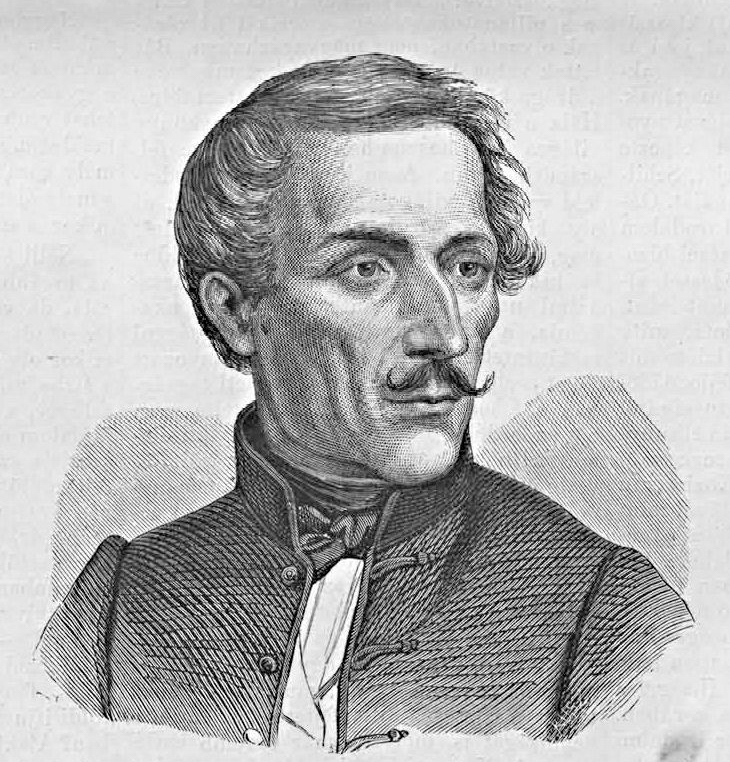
Arcképe a Vasárnapi Ujságban (1871)
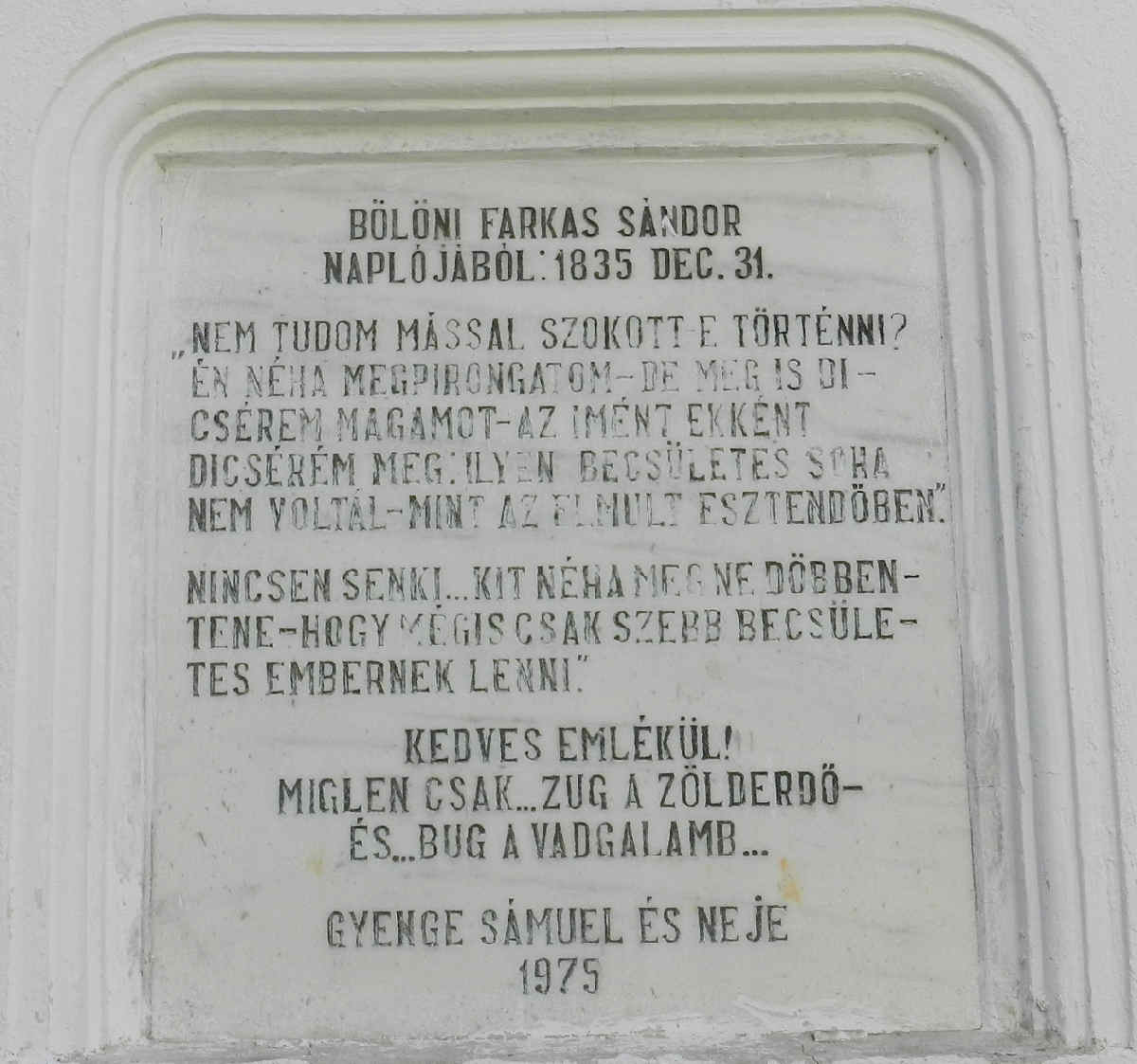
Emléktábla a bölöni unitárius templom falán
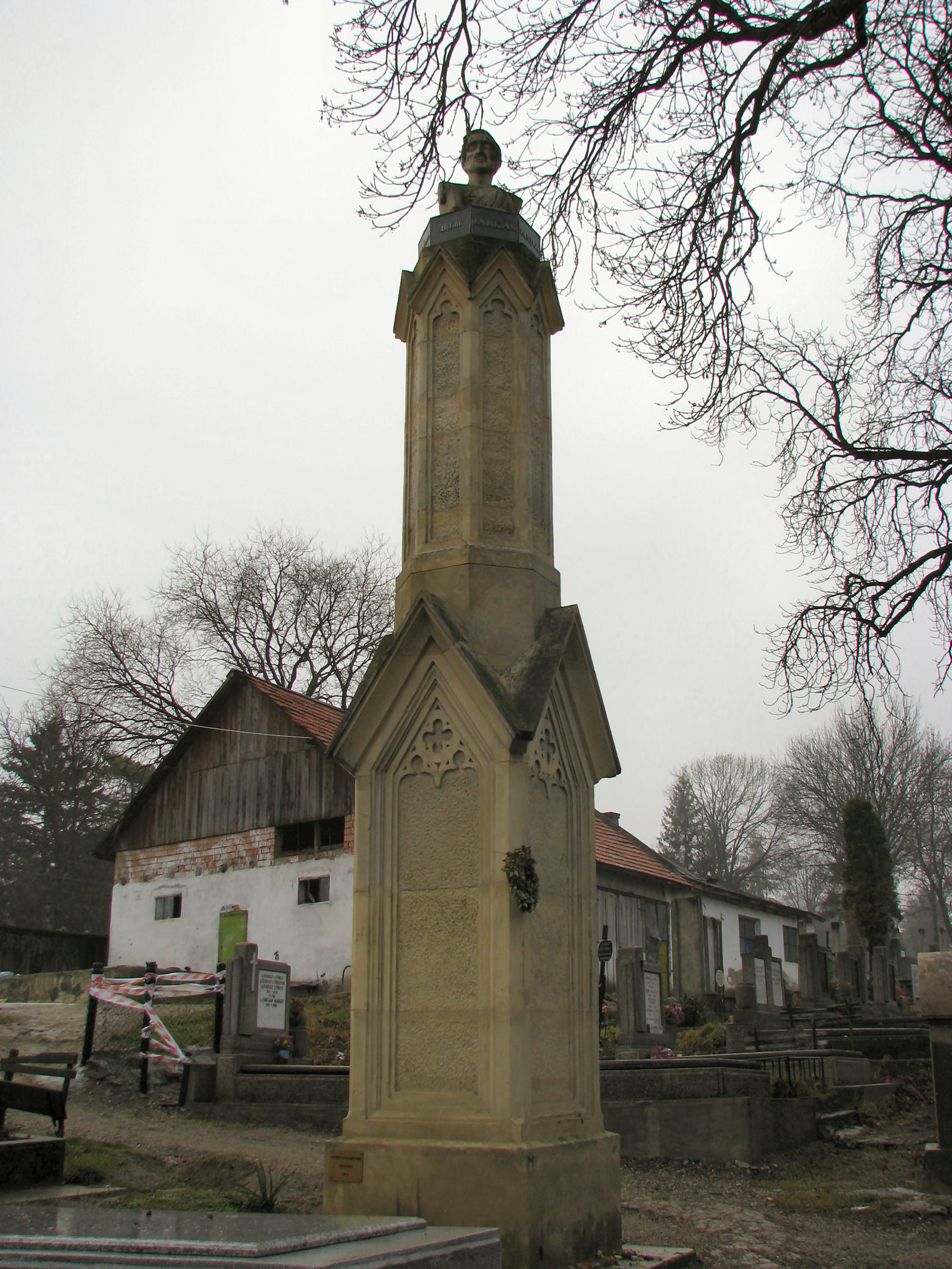
Sírja Kolozsváron, a Házsongárdi temetőben